# Jozef Baláž (fotbalista)
Jozef Baláž (* 1. března 1950) je bývalý slovenský fotbalista, útočník a obránce.

## Fotbalová kariéra
V československé lize hrál za Tatran Prešov. Nastoupil v 61 ligových utkáních a dal 4 ligové góly.

## Ligová bilance
| Ročník                                   | Zápasy | Góly | Minuty | Klub          |
| ---------------------------------------- | ------ | ---- | ------ | ------------- |
| 1. československá fotbalová liga 1973/74 | 10     | 0    | 587    | Tatran Prešov |
| 1. československá fotbalová liga 1977/78 | 26     | 2    | 2 307  | Tatran Prešov |
| 1. československá fotbalová liga 1978/79 | 25     | 2    | 2 231  | Tatran Prešov |
| CELKEM                                   | 61     | 4    | 5 125  |               |